# Corinthian FC
Corinthian FC was een Engelse voetbalclub uit de hoofdstad Londen.

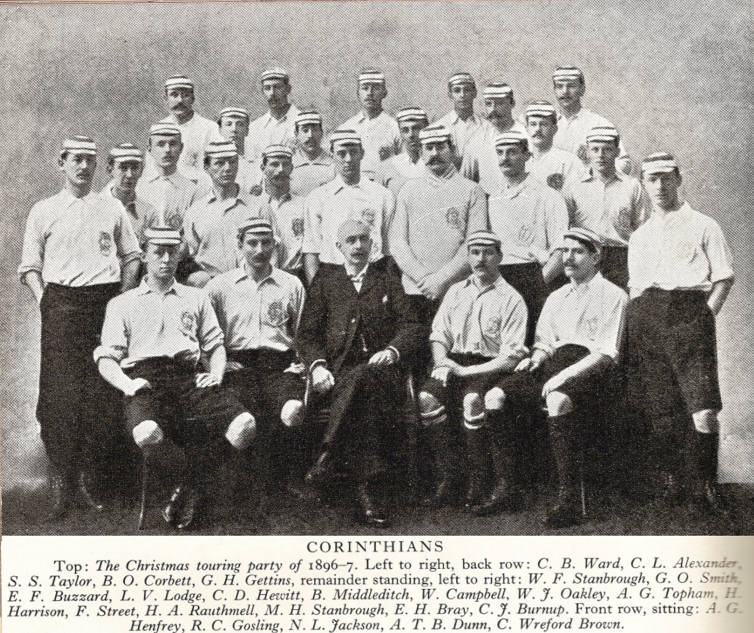
Corinthians FC 1896-1897.

De club werd opgericht in 1882 door N. Lane Jackson met de intentie een waardige tegenstander op te bouwen voor het Schotse Queen's Park. Corinthian verwijst naar amateur sportbeoefening op een hoog niveau.
In het begin werden er voornamelijk vriendschappelijke wedstrijden gespeeld tegen amateurclubs, voornamelijk uit Londen. Er werden ook veel spelers geleverd voor het nationaal elftal, in de jaren 1880 waren de meeste spelers voor wedstrijden tegen Schotland van Corinthians en voor 2 wedstrijden tegen Wales in 1894 en 1895 bestond zelfs het hele team uit Corinthian-spelers. Dit wordt echter niet erkend door de FA omdat vele spelers ook nog bij een andere club aangesloten waren, in vele gevallen universiteitsclubs.
De Corinthians weigerden om zich aan te sluiten bij de Football League of om mee te doen aan de FA Cup omdat in hun originele clubregels stond dat ze niet meededen aan een bekerwedstrijd of om een prijs zouden strijden. In 1900 zwichtte de club eindelijk en nam deel aan de Sheriff of London Shield en won tegen landskampioen Aston Villa. De club zou de FA Cup misschien vaak gewonnen hebben als ze deelgenomen hadden, bijvoorbeeld kort nadat Blackburn Rovers Queen's Park versloeg in de finale van 1884 gaven de Corinthians de Rovers een pak slaag met 8-1. In 1903 werd bekerwinnaar Bury FC met 10-3 naar huis gespeeld terwijl ze net Derby County met 6-0 verslagen hadden in de finale.
Nadat ze zich aangesloten hadden bij de Amateur Football Association en niet meer tegen de topteams kon voetballen die allemaal profclubs geworden waren begon het team de wereld rond te reizen om het voetbal populair te maken. Real Madrid nam de witte shirts van de club over en in Brazilië nam Sport Club Corinthians Paulista zelfs de naam van de club over. Na een bezoek aan Zweden in 1904 werd de bekercompetitie Corinthian Bowl opgezet om de club te herinneren.
In 1904 versloeg de club Manchester United met 11-3, dit is nog steeds de zwaarste nederlaag in de geschiedenis van United. Na de Eerste Wereldoorlog begon de club mee te dingen in de FA Cup maar met bescheiden succes. In 1927 verloor de club met 2-1 de Charity Shield aan Cardiff City.
In 1939 fuseerde de club met Casuals FC en werd zo Corinthian-Casuals FC.